# Sumatrakuckuck
Der Sumatrakuckuck (Carpococcyx viridis), auch Sumatralaufkuckuck, ist eine sehr seltene Vogelart aus der Gattung der Laufkuckucke (Carpococcyx). Er galt lange Zeit als Unterart des Laufkuckucks (Carpococcyx radiceus), seit 1995 ist er jedoch als eigenständige Art anerkannt.

## Merkmale
Der Sumatrakuckuck erreicht eine Länge von 55 cm. Er ist ein mittelgroßer erdbewohnender Kuckuck. Flügel und Schwanz sind gerundet. Beine und Schnabel sind lang und kräftig. Bei den Altvögeln ist die Stirn schwarz. Zur Oberkopfmitte wird die Färbung allmählich schwarzgrün und am Hinterkopf ist sie flaschengrün. Hals, Nacken, Mantel und Oberrücken sind stumpf grün. Der Unterrücken und der Bürzel sind stumpf kastanienbraun mit einer breiten grünlich-braunen Bänderung. Die Gesichtshaut ist oberhalb und vor den Augen azurgrün, blasslila hinter den Augen und hell indigoblau an den Wangen. Die Flügel sind glänzend grünlich-schwarz an den Handschwingen. Je nach Lichteinfall sind kobaltfarbene Verwaschungen zu erkennen. Die Armschwingen und die Flügeldecken sind glänzend flaschengrün. Die Schwarzfärbung des Kinns erstreckt sich bis hinter die Gesichtshaut. Kehle und Oberbrust sind stumpf hellgrau. Die übrige Unterseite ist zimt-lederfarben, an den Flanken rötlich-braun und dichter bräunlich-grün gebändert an der Brust. Die Flanken und der Unterbauch sind bräunlich gebändert. Der abgestufte, lange Schwanz ist glänzend stumpf ölgrün und kann je nach Lichteinfall grau-schwarz wirken. Bei den juvenilen Vögeln ist der Kopf bräunlich. Die Oberseite ist leuchtend rötlich-kastanienbraun mit einer braunen Bänderung. Der Unterbauch und der Steiß sind rötlich-lederfarben mit einer braunen Bänderung. Der Kinnbereich und die Oberbrust sind mehr gefleckt als gebändert. Die Schwungfedern sind einfarbig rötlich-braun mit einer grünlichen Tönung und einer kastanienbraunen Säumung. Einige Flügeldecken sind stumpf ölgrün verwaschen.
Die Iris ist bei den Altvögeln blutrot bis rötlich-braun, bei den juvenilen Vögeln dunkelgrau. Die Gesichtshaut ist oberhalb der Augen und Zügel grün, hellblau an den Wangen und hell weinrot hinter den Augen. Bei den juvenilen Vögeln ist die Gesichtshaut reduziert. Der Schnabel ist bei den Altvögeln hellgrün und an der Basis bläulich. Der Unterschnabel ist hellgrün. Bei den juvenilen Vögeln ist der Schnabel schwarz grünlich-braun, der Unterschnabel ist weißer. Die Füße sind bei den Altvögeln grünlich bis graugrün, bei den juvenilen Vögeln dunkelgrau.

## Verbreitungsgebiet
Das Verbreitungsgebiet erstreckt sich auf das südwestliche Sumatra. Nachweise gibt es vom Gunung Singgalan, Air Njuruk (Pasemah), Muara Sako, dem Hochland von Padang, Rimbo Pengadang (Bengkulu), Way Titias, aus dem Bukit Barisan Selatan Nationalpark in der Lampung-Provinz, aus den Wildreservaten Bukit Rimbang und Bukit Baling und aus dem Kerinci Seblat Nationalpark.

## Lebensraum
Der Lebensraum des Sumatrakuckucks ist auf Hangwälder in Höhenlagen zwischen 300 und 1400 m beschränkt. Er umfasst immergrünen primären Regenwald auf abschüssigen Hängen sowie Unterholz mit Farnen, Palmen, Pandanus und Rattan ab ungefähr 500 m Höhe.

## Lebensweise
Über seine Lebensweise ist nur wenig bekannt. Er ist ein Bodenbewohner und ernährt sich von Insekten. Ein Jungvogel wurde im September beobachtet.

## Status und Gefährdung
Der Sumatrakuckuck wurde im Juli 1878 von Odoardo Beccari am Vulkan Gunung Singgalang im östlichen Sumatra entdeckt. Nach einer letzten Sichtung im Jahr 1916 galt er lange als verschollen, bis es 1997 gelang, ein Exemplar lebend zu fangen, zu fotografieren und im Buki Barisan Selatan Nationalpark in der Lampung-Provinz wieder freizulassen. Seitdem wurde die Art im Bukit Rimbang-Bukit Baling Wildreservat, im Kerinci Seblat Nationalpark, oberhalb von Tapian und bei Way Titias nachgewiesen. Im Dezember 2016 wurde ein Exemplar mit Hilfe einer Kamerafalle im Batang Gadis Nationalpark fotografiert.
Die Rodung der Tiefland-Trockenwälder hat auf Sumatra dramatische Ausmaße angenommen, und illegaler Nutzholzeinschlag ist in der Region weit verbreitet. BirdLife International stuft den Sumatrakuckuck in die Kategorie „vom Aussterben bedroht“ (critically endangered) ein und schätzt den Bestand auf 50 bis 250 Exemplare.